# Polybius (computerspel)

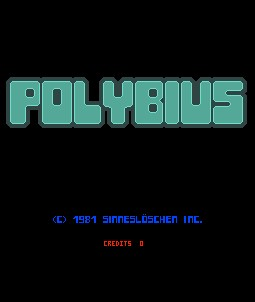
Een vermeend startscherm van het spel

Polybius is een fictief arcadespel dat centraal staat in een broodjeaapverhaal. Volgens de legende was het spel in 1981 in Portland, Oregon, onderdeel van een door de Amerikaanse overheid opgezet psychologisch experiment. Verhalen beweren dat het spelen van Polybius intense psychoactieve en verslavende effecten veroorzaakte bij spelers. De arcadekasten zouden regelmatig zijn bezocht door zogenoemde "men in black", die gegevens verzamelden om de effecten te analyseren. Uiteindelijk zouden alle Polybius-automaten op mysterieuze wijze uit de arcadehallen zijn verdwenen.
Deze legende is sindsdien blijven circuleren in de computerspeljournalistiek en heeft geleid tot de creatie van verschillende computerspellen met dezelfde naam.

## Verhaal

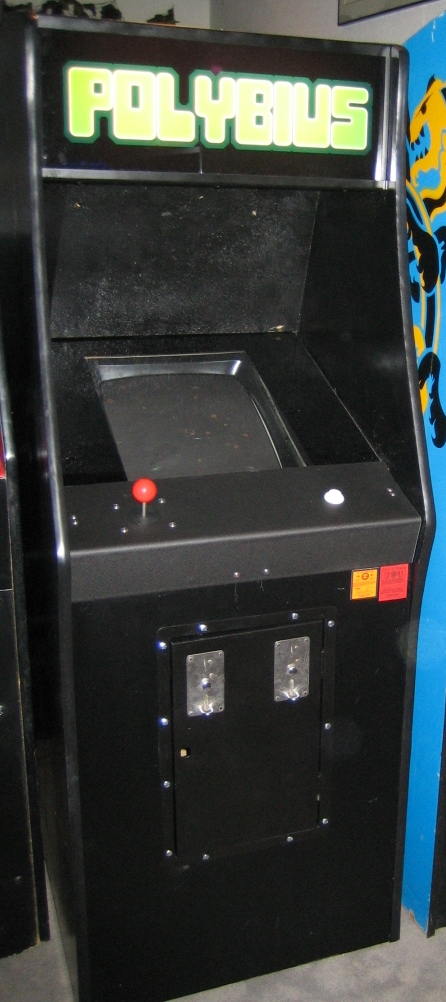
Een nagebouwde Polybius-kast gemaakt door Rogue Synapse

Volgens het verhaal verscheen Polybius in oktober 1981, in een periode waarin nieuwe arcadespellen zeldzaam waren, in enkele buitenwijken van Portland. Een van de meest kenmerkende aspecten van het spel waren de vermeende hypnotische en verslavende effecten die het op spelers zou hebben gehad. Het spel zou volgens het verhaal zo populair zijn geweest dat het lange rijen veroorzaakte en er zelfs fysieke confrontaties ontstonden over wie het mocht spelen. Daarnaast deden verhalen de ronde dat het spel subliminale boodschappen bevatte die mogelijk invloed hadden op de gemoedstoestand van de spelers.
Er zouden mannen in zwarte pakken, "men in black", de speelautomaten regelmatig bezoeken om gegevens te verzamelen. Dit leidde tot speculaties dat het spel onderdeel was van een geheim overheidsexperiment. Spelers van Polybius zouden hebben geleden onder een reeks bijwerkingen, waaronder geheugenverlies, slapeloosheid, nachtmerries, hallucinaties en zelfs zelfmoordneigingen.
Volgens het verhaal verdween Polybius ongeveer een maand na de vermeende introductie in 1981 zonder enige spoor uit de arcadehallen.

## Oorsprong en verspreiding
De eerste online vermelding van Polybius is een artikel op coinop.org dat naar verluidt in 1998 is geschreven. Dit artikel beweert in het bezit te zijn van een ROM-image van de originele Polybius-automaat uit 1981 en beloofde toekomstige updates. De maker van coinop.org, Kurt Koller, wordt door verschillende bronnen gezien als de mogelijke bedenker van de Polybius-mythe.
De eerste gedrukte vermelding van Polybius verscheen in een artikel in het septembernummer van GamePro in 2003, waardoor de legende een breder publiek bereikte. Dan Amrich, de auteur van het GamePro-artikel, bevestigde later dat hij voor het eerst over Polybius hoorde via Kurt Koller.

## Analyse en scepticisme
Polybius wordt algemeen beschouwd als een hoax. Factchecksite Snopes en andere onderzoekers twijfelen aan het bestaan van het spel. Er is geen tastbaar bewijs gevonden dat het bestaan van Polybius bevestigt, zoals originele arcadekasten, printplaten, of ROM-images. Daarnaast lijkt het verhaal geïnspireerd te zijn door verschillende gebeurtenissen rond 1981, zoals gezondheidsproblemen bij spelers door het spelen van arcadespellen zoals Tempest en Asteroids in Portland en FBI-invallen in arcades in verband met gokactiviteiten. Dit alles heeft mogelijk bijgedragen aan de legende van Polybius.
De legende van Polybius lijkt ook sterk verbonden met de Amerikaanse tijdgeest van de jaren 1980. In deze periode zorgden de snelle technologische vooruitgang en de Koude Oorlog voor groeiend wantrouwen en angst voor overheidscontrole, met name rond geheime experimenten en manipulatie. De elementen van de Polybius-legende lijken bovendien beïnvloed te zijn door vergelijkbare complotten en gebeurtenissen, zoals de onthulling van MK-ULTRA.
Sceptici suggereren dat mensen die beweren Polybius te hebben gespeeld, zich misschien herinneren dat ze het spel Cube Quest, een schietspel uit 1983 met opvallende visuals, hebben gezien, dat regelmatig uit de speelhal werd verwijderd vanwege technische storingen. Dit fenomeen kan worden toegeschreven aan het Mandela-effect.
De naam van het spel verwijst mogelijk naar de Griekse historicus Polybios. Sommige sceptici suggereren dat deze ironisch is gekozen, gezien de historicus bekend stond om zijn focus op feiten en betrouwbare bronnen, wat de onbetrouwbaarheid van de legende en het gebrek aan bewijs voor het spel benadrukt. De naam van het bedrijf dat vaak wordt genoemd in verband met Polybius; "Sinneslöschen," riep eveneens twijfels op, aangezien deze is samengesteld uit de Duitse woorden "Sinne" (zintuigen) en "löschen" (uitdoven of verwijderen), maar grammaticaal incorrect is. Dit wijst erop dat de naam waarschijnlijk is bedacht door iemand die geen moedertaalspreker van het Duits is.

## Nalatenschap

### Computerspellen
De legende van Polybius heeft geleid tot de ontwikkeling van verschillende computerspellen. In 2007 bracht Rogue Synapse een freeware-versie van Polybius uit, geïnspireerd door de beschrijvingen van het oorspronkelijke spel. In 2017 werd een VR-versie van Polybius uitgebracht voor de PlayStation 4 door Llamasoft, hoewel deze niet direct de gameplay van de legende reproduceerde.  Naast deze twee prominente voorbeelden zijn er in de afgelopen jaren veel andere fan-interpretaties gemaakt voor desktop en mobiele apparaten, waaronder zelfs een versie voor de Atari 2600.

### Overige media
Polybius komt ook voor in verschillende media, zoals in The Simpsons, The Goldbergs, Loki, Dimension 404, Paper Girls en de videoclip van "Less Than" van Nine Inch Nails.